# Ујезд у Хоцњу
Ујезд у Хоцњу (чеш. Újezd u Chocně) је насељено мјесто са административним статусом сеоске општине (чеш. obec) у округу Усти на Орлици, у Пардубичком крају, Чешка Република.

## Становништво
Према подацима о броју становника из 2014. године насеље је имало 322 становника.